# Coma-Galaxienhaufen

Der Coma-Haufen aufgenommen mithilfe des Víctor M. Blanco Telescope

Der Coma-Galaxienhaufen ist eine riesige Ansammlung von über 1000 Galaxien, die im Sternbild Haar der Berenike (lat. Coma Berenices) einen Winkel von etwa 3° × 5° einnehmen. Er hat durch seine relative Nähe für die Erforschung der großräumigen Verteilung der Galaxien eine große Rolle gespielt und trägt im Katalog des Astronomen George Ogden Abell die Bezeichnung Abell 1656.
Der Zentralbereich ist 2° groß und, unter Annahme einer Hubble-Konstanten von {\displaystyle H=70{\tfrac {\rm {km}}{\rm {s\cdot Mpc}}}}, knapp 100 Megaparsec (rund 300 Millionen Lichtjahre) von der Sonne entfernt. Unsöld gibt allerdings 130 Mpc an. Der Durchmesser des Coma-Galaxienhaufens beträgt etwa 20 Millionen Lichtjahre.
Am Himmel knapp südlich liegt der wesentlich nähere Virgo-Haufen, dessen Entfernung 15–20 Mpc beträgt. Die Zuordnung einzelner Galaxien in seinem Hintergrund gelang aber erst vor einigen Jahrzehnten.
Der Coma-Haufen ist Teil des Coma-Superhaufens.

## Anordnung von Galaxien

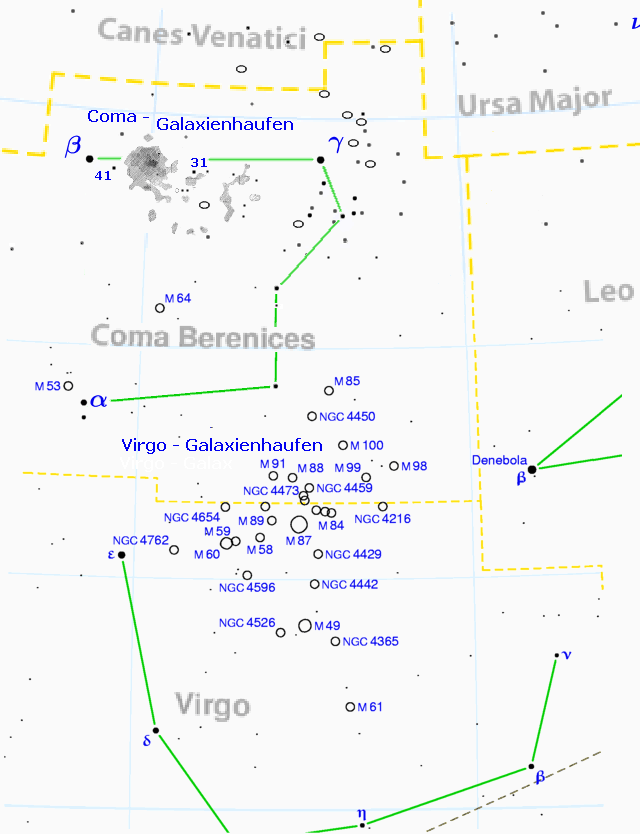
Sternbilder Coma und Virgo mit den Konturen des Coma-Haufens (oben, nach Max Wolf 1901) und den hellsten Galaxien des Virgohaufens.

Die Galaxien sind nicht gleichförmig im Raum verteilt, sondern gruppieren sich in übergeordneten Haufen. Die Kosmologen nehmen an, dass sich diese Strukturen schon im frühen Universum aus einer großräumig schaumartigen Massenverteilung unter dem Einfluss der Schwerkraft gebildet haben.
Große Haufen weisen einige tausend Einzelgalaxien auf, die auf unterschiedlichen Bahnen mit 500 bis 1000 km/s den Schwerpunkt des Systems umlaufen. Sie verteilen sich über einen Raum mit einem Durchmesser von etwa 3–5 Mpc. Die Gesamtmasse beträgt zwischen 1014 und 1015 Sonnenmassen. Im Zentrum findet sich meist eine besonders große elliptische Galaxie.
Demgegenüber sind Feldgalaxien (siehe: Galaxienhaufen), von denen man im Sternbild Coma einige finden kann, auf nur kleine Dichteschwankungen im Ur-Universum zurückzuführen.
Das Sternbild Coma hat beide Erscheinungsformen zu bieten. Durch seine Lage in der Nähe des galaktischen Nordpols ist diese Blickrichtung – senkrecht zur Ebene der Milchstraße – von den Gas- und Staubwolken der Ebene kaum beeinträchtigt. Deshalb sind einige Vordergrund-Galaxien in Entfernungen von 20 bis 40 Millionen Lichtjahren (MLj) gut zu beobachten, hinter denen ein Ausläufer des Virgo-Haufens (50–70 MLj) steht, sowie der eigentliche Coma-Galaxienhaufen in 300–450 MLj Distanz. Jenseits dieser Haufen können mit Großinstrumenten oder dem Hubble-Teleskop noch fernere Galaxienstrukturen ausgemacht werden. Insgesamt zeigt der Palomar Sky Survey im betreffenden 3°-Ausschnitt des Sternbildes Coma fast 7000 Galaxien (siehe 4. Weblink) bis etwa zur Grenzgröße 21mag, was weit über den Comahaufen hinausreicht.
Neben den beiden erwähnten Galaxienhaufen hat man in den letzten Jahrzehnten zahlreiche kleinere Gruppierungen in anderen Himmelszonen untersucht, unter anderem die M81- und die Sculptor-Gruppe. Die ferneren Strukturen und die sogenannten Superhaufen werden erst nach und nach mit modernen Groß- und Weltraumteleskopen erforscht, wie z. B. in Richtung der Sternbilder Centaur, Großer Bär (Ursa major), Herkules, Perseus/Pisces und Hydra (siehe Weblinks). Auf extrem lang belichteten "Deep Sky"-Aufnahmen findet sich schließlich eine Unzahl fernster Hintergrund-Galaxien, darunter auch solche, die durch Wirkung von Gravitationslinsen zu Bögen verzerrt erscheinen.

## Entdeckungsgeschichte

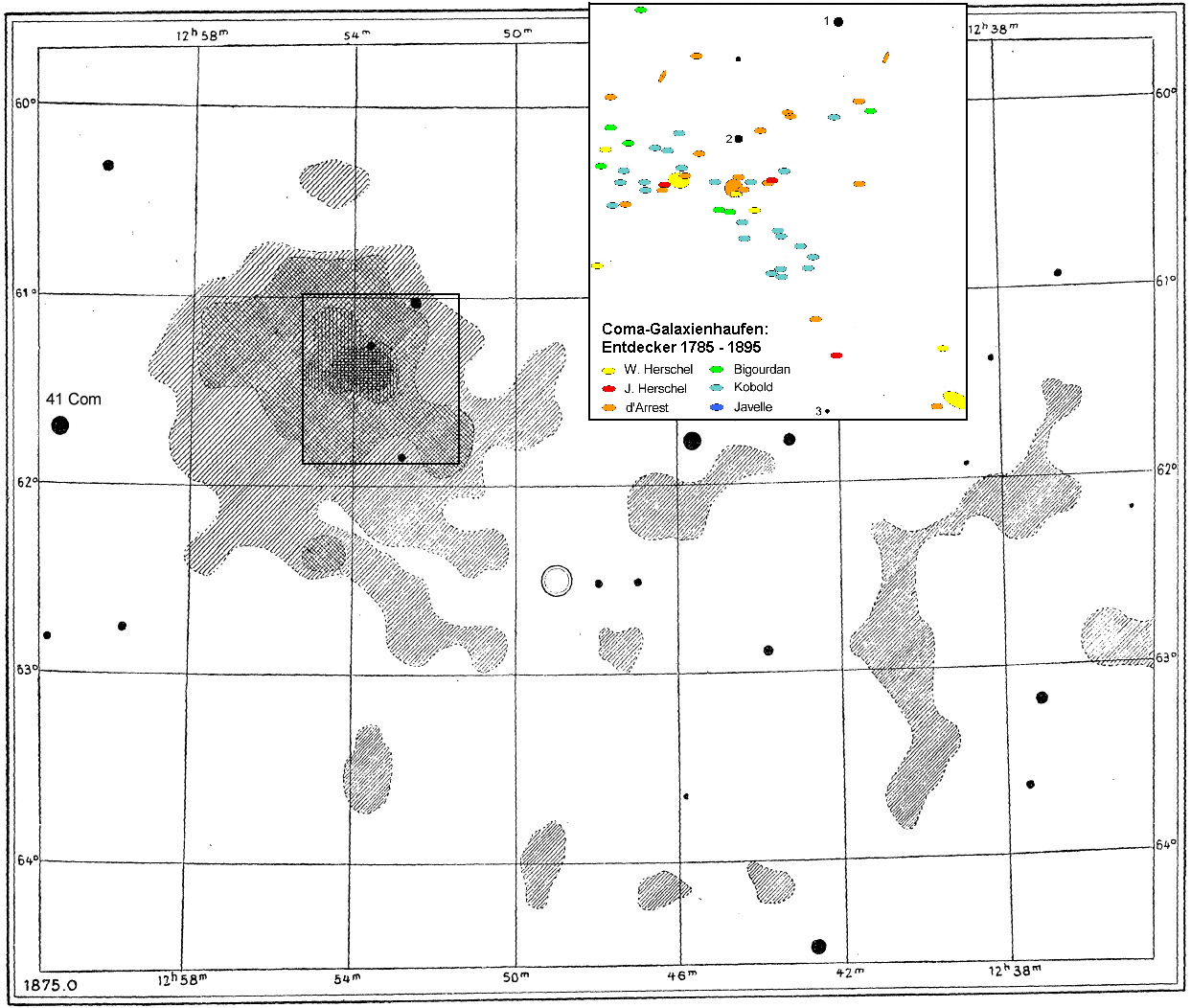
Coma-Galaxienhaufen: Galaxiendichte nach einer langbelichteten Himmelsfotografie von Max Wolf 1901; Vergleich des Zentralteils mit den visuellen Entdeckungen von William Herschel et al. 1785 bis etwa 1895

Einige hellere Spiralgalaxien des Coma-Galaxienhaufens sind bereits in größeren Amateur-Teleskopen auszumachen, z. B. NGC 4889 mit 11,5m. Dass er jedoch über 1000 Galaxien besitzt, wurde erst in den letzten Jahrzehnten klar.
Die hellsten 100 „Nebelflecke“ des Himmels wurden etwa zwischen 1760 und 1780 katalogisiert, vor allem vom Kometenforscher Charles Messier. Darunter waren auch einige nahe Galaxien in den Sternbildern Coma und Virgo (Jungfrau), die aber weit vor dem Comahaufen liegen: die Black Eye-Galaxie Messier 64 in Coma sowie M49 und M87 in der benachbarten Jungfrau. In diesem Sternbild fiel Messier 1781 eine Häufung von Galaxien auf, und der Messierkatalog 1784 enthielt bereits 16 Objekte des Virgohaufens, doch erkannte man seine wahre Natur erst viel später. Vom siebenmal weiter entfernten Coma-Haufen war zunächst noch nichts auszumachen, nur die erwähnten Galaxien in seinem Vordergrund.
William Herschel sichtete ab 1783 einige ferne Nebelflecke und hatte bis 1785 23 Galaxien des Comahaufens eingemessen. Er vermerkte, dass sie nicht zufällig verteilt sind, sondern sich in einigen Richtungen häufen. Sein Sohn John Herschel beobachtete das Gebiet 1827–1831, stellte aber keine besondere Häufung fest, weil die meisten der Galaxien an der Grenze der Sichtbarkeit lagen.
Erst Heinrich Ludwig d’Arrest erkannte in der Ansammlung dieser fernen Nebelflecke durch systematisch angelegte Beobachtungen in den Jahren 1861–1867 den Galaxienhaufen. Sein Refraktor hatte zwar nur 11 Zoll Öffnung, aber ein günstiges Gesichtsfeld. Bald wurden weitere Nebel im Comahaufen entdeckt, davon 12 durch Guillaume Bigourdan zwischen 1885 und 1895 sowie 22 von Hermann Kobold. Fälschlich wird oft Max Wolf (1864–1932) als Entdecker genannt; von ihm stammt allerdings die erste gelungene Fotografie des Haufens (März 1901) und eine darauf basierende Analyse (siehe Abbildung unten).
Bereits 1933 hat Fritz Zwicky darauf hingewiesen, dass der Coma-Haufen einen wesentlichen Anteil an dunkler Materie enthalten muss.

## Struktur
Während einige im Vordergrund befindliche Spiralnebel etwa die Helligkeit 10 mag besitzen und schon in kleineren Amateur-Fernrohren zu sehen sind, erfordern die hellsten Galaxien des eigentlichen Coma-Haufens (13–14 mag) bereits Teleskope von mindestens 20 cm Öffnung. Um die Häufung ferner Galaxien ohne eine genauere Analyse festzustellen, braucht es darüber hinaus ein gutes Weitwinkelokular oder eine Fotoserie sehr gleichmäßiger Qualität. Die ungeheure Reichhaltigkeit des Haufens wurde daher erst relativ spät erkannt.
Sein Zentrum wird etwa bei den folgenden Koordinaten angesetzt:
RA / Dekl. (B1950.0) 12h 57,4 +28°15' ±2'
RA / Dekl. (J2000.0) 12h 59,8 +27°59' ±2'
Die mittlere Rotverschiebung seiner Gruppenmitglieder beträgt 0,0219 (nach anderen Quellen 0,0232), was einer Radialgeschwindigkeit von 6600 bis 7000 km/s entspricht.
Nahe dem räumlichen Zentrum befindet sich NGC 4889, eine riesige elliptische Galaxie, und ungewöhnlicherweise noch eine zweite, nämlich NGC 4874. Beide sind vom Typus der cD-Galaxien und von uns über 300 MLj entfernt, gegenseitig aber nur 1 MLj. Auch die meisten anderen Sternsysteme im Zentralbereich haben elliptische Form, was auf ihr hohes Alter und die Verschmelzung zahlreicher Einzelgalaxien hindeutet. In den masseärmeren äußeren Bereichen herrschen hingegen Spiralgalaxien vor, in deren Spiralarmen Gebiete anhaltender Sternentstehung anzutreffen sind.
Der Coma-Haufen wird – wie auch vergleichbare andere Systeme – von einem dünnen intergalaktischen Gas durchdrungen, das sich infolge der raschen Bewegung der zum Haufen gehörigen Galaxien um den Zentralbereich stark erhitzt. Es erreicht auf diese Weise Temperaturen von vielen Millionen Grad und macht sich durch die 1971 erstmals nachgewiesene Emission intensiver Röntgenstrahlung bemerkbar. Eine besonders ausgedehnte Röntgenquelle des Haufens wird als Coma X-1 bezeichnet. Darüber hinaus muss aber der größte Teil der Masse sogenannte Dunkle Materie sein. Sie kann nicht direkt beobachtet, sondern nur durch die Wirkung ihrer Gravitation festgestellt werden.
Auch zahlreiche Radioquellen wurden hier in einem Feld von 2x2° geortet: fasst man 13 Detailanalysen der Frequenzbereiche 150 kHz bis 4,8 GHz zusammen, sind es 298 Radioquellen, von denen die Hälfte (mit einer Strahlung über 10 m Jansky) auch spektral untersucht wurde.
2023 wurde der – mit rund 1,7 Millionen Lichtjahren – ungewöhnlich lange Sternenstrom Riesiger Coma-Strom entdeckt, der sich zwischen den Mitgliedern des Coma-Galaxienhaufens erstreckt.
Zu den in einem 50-cm-Teleskop sichtbaren Objekten zählen unter anderem:
- NGC 4860, 4864, 4867, 4869, 4871, 4873, 4874, 4875, 4876, 4883, 4886, 4889, 4894, 4898, 4906, 4908, 4927, 4929, 4931 und 4934;
- IC 3946, 3947, 3949, 3957, 3959, 3960, 3963, 3973, 3998, 4011, 4021, 4026, 4041, 4042, 4051, und PGC 44652.

### Typisierung und Coma-Superhaufen
In der modernen Typisierung von Galaxienhaufen nach Rood und Sastry (C = mit Kern, B = binär, F = flach, L = linear, I = irregulär) zählt der Coma-Haufen zu den B-Haufen: er wird von einem Paar von cD-Galaxien dominiert, wie der Astronom George Abell von der bekannten Sternwarte Mount Palomar in den 1950ern herausfand. In seinem grundlegenden Katalog trägt er die Bezeichnung Abell 1656.
Der gesamte Haufen ist annähernd kugelförmig, hat aber kleinere Ausleger in einigen Grad Winkelabstand. Die zahlreichen Elliptischen (älteren) Galaxien sind zur Mitte hin konzentriert, wo die zwei o.e. cD-Galaxien liegen (siehe BILD oben und Palomar-Feldaufnahme im 1. Weblink). Der mittlere Abstand zweier Galaxien ist dort nur ein Drittel der Entfernung zwischen der Milchstraße und dem Andromedanebel. Der Coma-Haufen ist ein Beispiel für einen sehr reichen Galaxienhaufen. Die Galaxien stehen seit vielen Milliarden von Jahren miteinander in gravitativer Wechselwirkung und haben auf diese Weise ihre Bewegungsenergien einander angeglichen.
In etwas geringerer Entfernung, und in anderer Richtung als der Coma-Haufen, wurde eine ähnliche Ansammlung entdeckt, der sogenannte Leo-Galaxienhaufen (Abell 1367). Er zählt zum Typ F (flach, das heißt mit starker Abplattung), ist rund 290 MLj entfernt und bildet zusammen mit Abell 1656 einen Bestandteil des Coma-Superhaufens. Die beiden Cluster (Coma und Leo) sind durch eine „Brücke“ von Galaxien miteinander verbunden, und möglicherweise auch in Richtung der Milchstraße.
Der am Himmel benachbarte, noch größere Virgo-Galaxienhaufen ist hingegen sechsmal näher und hat eine eher irreguläre Form. Er wird mit einigen weiteren Strukturen zum Virgo-Superhaufen zusammengefasst, dem auch die Milchstraße und die Lokale Gruppe angehört. Viele Galaxienforscher deuten diese zwei Großstrukturen als zusammenhängend und sprechen vom Coma-Virgo-Superhaufen bzw. von einem langen Filament: The Virgo spiral filament is probably part of a very long filament that runs from Virgo way back to the "Great Wall" at the distance of the Coma cluster (Hoffman et al.1995), and it might even be connected, on the near side, with the "Coma-Sculptor cloud" that runs through, i.e. includes the Local Group. If so, we should not be surprised to observe a 'finger of God' - because we live in a finger of God.